# Știubieni
Știubieni est une commune du județ de Botoșani en Roumanie.